# Yanick Dubé
Yanick Dubé (* 14. Juni 1974 in Gaspé, Québec) ist ein deutsch-kanadischer Eishockeyspieler und derzeitiger -trainer, der den Großteil seiner aktiven Laufbahn in den Ligen der Schweiz und Deutschlands verbrachte. Sein Sohn Samuel Dubé war ebenfalls professioneller Eishockeyspieler.

## Karriere
Yanick Dubé begann seine Spielerkarriere in seiner Heimat bei Titan de Laval in der Ligue de hockey junior majeur du Québec. 1994 wurde der rechtshändige Stürmer beim NHL Entry Draft 1994 in der fünften Runde an 117. Stelle von den Vancouver Canucks ausgewählt. In den Jahren 1994 und 1995 absolvierte Dubé 24 Spiele für die kanadische Nationalmannschaft. Dabei kam er auf zehn Punkte, davon vier Tore.
Nach einigen Jahren in der American Hockey League wechselte Dubé 1997 nach Europa, in die Schweiz. Anschließend zog es ihn erstmals zum EC Bad Tölz, einem Verein, bei dem er sich wohlfühlte und zu dem es ihn später immer wieder hinzog. Nach weiteren Spielzeiten in der Schweiz ging Dubé zurück nach Deutschland. 2005 nahm Dubé die deutsche Staatsangehörigkeit an. Bis 2009 spielte er wieder in Bad Tölz, wo er bei Fans als Publikumsliebling galt. Nach dem Abstieg der Oberbayern unterschrieb Dubé zur Saison 2009/10 einen Vertrag beim EHC Freiburg. Zum Saisonende wurde sein Vertrag nicht verlängert.
Im September 2010 unterzeichnete Dubé abermals beim EC Bad Tölz. Dort spielte er bis 2014, ehe er seine Karriere beendete. Anschließend wurde er Trainer im Nachwuchssystem der Bad Tölzer und war zeitweise auch als Cheftrainer der ersten Mannschaft tätig. Im Sommer 2015 wechselte er in die Eishockey-Akademie des EC Red Bull Salzburg und betreute dort alle Juniorenmannschaften zwischen den Altersklassen U16 und U20. Parallel arbeitete Dubé in der Saison 2022/23 im erweiterten Trainerstab der Profimannschaften des EC Red Bull Salzburg und EHC Red Bull München. Zur Saison 2025/26 wurde Dubé als Assistenztrainer vom Lausanne HC aus der Schweizer National League verpflichtet.

## Erfolge und Auszeichnungen
| - 1993 Coupe-du-Président-Gewinn mit den Titan de Laval - 1994 Trophée Jean Béliveau - 1994 LHJMQ-Offensivspieler des Jahres - 1994 Trophée Frank J. Selke - 1994 Trophée Paul Dumont - 1994 LHJMQ First All-Star Team | - 1994 CHL Sportsman of the Year - 1994 CHL Second All-Star Team - 1994 George Parsons Trophy - 2008 Aufstieg in die 2. Bundesliga mit dem EC Bad Tölz - 2008 Bester Torschütze der Oberliga-Hauptrunde - 2012 Oberliga-Meister mit dem EC Bad Tölz |

### International
- 1994 Goldmedaille bei der Junioren-Weltmeisterschaft

## Karrierestatistik

### International
Vertrat Kanada bei:
- Junioren-Weltmeisterschaft 1994

(Legende zur Spielerstatistik: Sp oder GP = absolvierte Spiele; T oder G = erzielte Tore; V oder A = erzielte Assists; Pkt oder Pts = erzielte Scorerpunkte; SM oder PIM = erhaltene Strafminuten; +/− = Plus/Minus-Bilanz; PP = erzielte Überzahltore; SH = erzielte Unterzahltore; GW = erzielte Siegtore; 1 Play-downs/Relegation; Kursiv: Statistik nicht vollständig)